# M3 (Aserbaidschan)
Die M3 ist eine der wichtigsten Fernstraßen in Aserbaidschan. Die Straße verbindet Alat mit Astara an der Grenze zu Iran.

## Geschichte
Die M3 war in der Zeit der Sowjetunion als M29 nummeriert. Zwischen 1991 und 2008 verlief die M3 noch bis nach Baku, mit der Umstrukturierung des Straßennetzes im Jahre 2008 wurde sie verkürzt und fängt seitdem erst ab Alat an. Der nördliche Teil wurde der M2 zugeteilt.
Die M3 war ursprünglich mit einer Fahrbahn gebaut, wobei einige Teile bereits zu Sowjetzeiten mit 2 × 2 Fahrstreifen ausgestattet wurden. Vor allem nach 2000 wurde die M3 modernisiert und als Autobahn ausgebaut, die weitgehend entlang der ehemaligen Trasse verläuft. Zwischen 2009 und 2011 wurde rund um Alat eine neue Ortsumgehung gebaut.

## Großstädte an der Autobahn
- Alat
- Salyan
- Lankaran
- Astara